# Dt
Decytona [dt] – jednostka miary stosowana w rolnictwie. Zastąpiła stosowaną wcześniej jednostkę miary w postaci kwintala. 
1 decytona [dt] = 0,1 tony [t] = 1 kwintal = 100 kg
Miara ta podawana jest przede wszystkim przy obliczaniu płodów rolnych.   
Jednostka wprowadzona przepisem uchylonego Rozporządzenia Rady Ministrów z 30.11.2006 r. w sprawie legalnych jednostek miar (Dz.U. Nr 225, poz. 1638 ze zm.) w Załączniku nr 2 tabeli 4 pn. „Jednostki miar o specjalnych nazwach i oznaczeniach” w związku z Załącznikiem nr 3 do rozporządzenia „Nazwy i oznaczenia...."  
Obecnie stosowanie tej jednostki miary reguluje Rozporządzenie Rady Ministrów z 5 czerwca 2020 r. w sprawie legalnych jednostek miar (Dz.U. z 2020 poz. 1024) w Załączniku nr 2 „Nazwy, definicje i oznaczenia jednostek dopuszczonych” Tablica 3 „Jednostki miar o specjalnych nazwach i oznaczeniach będące dziesiętnymi wielokrotnościami i podwielokrotnościami jednostek SI” w związku z Załącznikiem nr 3 do rozporządzenia „Nazwy i oznaczenia przedrostków wyrażających czynniki służące do tworzenia dziesiętnych podwielokrotności i wielokrotności jednostek”.   